# سیارک ۶۶۵۳
سیارک ۶۶۵۳ (به انگلیسی: 6653 Feininger، نامگذاری:1991XR1) شش هزار و ششصد و پنجاه و سومین سیارک کشف شده‌است که در ۱۰ دسامبر ۱۹۹۱ کشف شد.
قدر مطلق سیارک برابر ۱۲٫۷۰ است.